# Ernst Devrient
Ernst Devrient (* 15. Juni 1873 in Weimar; † 21. Januar 1948 ebenda) war ein deutscher Staatsarchivar und Genealoge.

## Leben
Devrient war Sohn des Schauspielers Otto Devrient und jüngerer Bruder des Theaterwissenschaftlers Hans Devrient. Ernst studierte Geschichte in Jena, wo er 1896 bei Ottokar Lorenz mit einer genealogischen Arbeit über „die älteren Ernestiner“ promovierte. Er war durch eine Krankheit ertaubt. Daher hatte er Probleme, eine gut bezahlte Stelle im öffentlichen Dienst zu finden. 1904 war er unter den Gründungsmitgliedern der Zentralstelle für Deutsche Personen- und Familiengeschichte, deren erster Archivar er von 1909 bis 1913 wurde. Anfang der 1920er Jahre verfasste er eine Reihe von Artikel für das vom Ullstein-Verlag geplante Konversationslexikon. Ab 1923 war er Hilfsarbeiter der Thüringer Archivverwaltung. Von 1924 bis 1930 war er Leiter des Staatsarchives Sondershausen. Im Alter von 55 Jahren heiratete er. Seine Ehefrau war viele Jahre jünger als er. Aufgrund einer jüdischen Großmutter galt er als Nicht-Arier und wurde 1936 aus dem Reichsverband deutscher Schriftsteller und dem Reichsverband der Sippenforscher und Heraldiker ausgeschlossen, was für Devrient ein Ende seiner publizistischen Tätigkeit und der damit verbundenen Verdienste bedeutete. Nachdem Devrients Frau 1946 gestorben war, verstarb er selbst Anfang 1948 an den Folgen eines Verkehrsunfalles.

## Werk
Devrient veröffentlichte zahlreiche Schriften zu Genealogie, so zu den Geschichten der Adelsgeschlechter Helldorff und Arnim. Devrients frühe Schriften fassten die von seinem Lehrer Lorenz modernisierte Genealogie programmatisch zusammen. Devrient publizierte zu verschiedenen Themen aus der Geschichte Thüringens, und verfasste eine knappe Darstellung der Geschichte des Landes. Er trat hervor als Herausgeber des 2. und 3. Bandes des Jenaer Urkundenbuches, der Saalfeldischen Historien von Kaspar Sagittarius und der Stadtrechte von Eisenach, Gotha und Waltershausen. Daneben äußerte sich Devrient in Schriften und zahlreichen Leserbriefen intensiv zur politischen Lage, wobei er etwa während des Ersten Weltkrieges die Besatzung Belgiens rechtfertigte und dessen Annexion forderte, und später für eine Neuordnung Thüringens mit Überwindung der kleinstaatlichen Gliederung eintrat.

## Werke (Auswahl)

### Autor und Bearbeiter
- Die älteren Ernestiner. Eine genealogische Charakteristik, Heymanns, Berlin 1897, erweiterte Fassung der Dissertation vom 22. Mai 1896.
- Ziele und Aufgaben der modernen Genealogie, Teubner, Leipzig 1899.
- Nach welchen Grundsätzen soll der Historiker bei Quellenausgaben verfahren? Kritik und Vorschläge, in: Korrespondenzblatt des Gesamtvereins der deutschen Geschichts- und Altertumsvereine, 1906, Mittler, Berlin 1906.
- Thüringische Geschichte, Göschen, Leipzig, 19071, 19212.
- Bearbeitung von: Ottokar Lorenz: Genealogisches Handbuch der europäischen Staatengeschichte, 3. vermehrte Auflage des Genealogischen Hand- und Schulatlas, Cotta, Berlin, Stuttgart 1908.
- Quellenkunde der Familiengeschichte, in: Zeitschrift für das Gymnasialwesen, 1909, Nr. 1, S. 689–696.
- Familienforschung, Teubner, Leipzig, 19111, 19192.
- Grenzen und Staatsgebiete. Thüringens in der Geschichte, Richter, Erfurt 1919.
- Das Geschlecht von Arnim, Selbstverlag der Familie Graf von Arnim, Boitzenburg:
  - Teil 1, Urkundenbuch, 1914;
  - mit Werner Konstantin von Arnswaldt: Teil 2, Geschichte der Familie:
    - Band 1: Die Hauptstämme Zichow und Zehdenick, 1923;
    - Band 2: Der Hauptstamm Gerswalde, 1922.
- mit Karl-Roderich von Helldorff: Das Geschlecht von Helldorff, Degner, Berlin 1931:
  - Band 1: Familiengeschichte;
  - Band 2: Das Geschlecht von Helldorff.
- Nicolaus Grape. Die Geschichte eines pommerschen Adels-Geschlechts, Selbstverlag, Stettin 1926.
- Die Saalfelder Ratslinie 1323–1600, in: Festschrift für Valentin Hopf, Frommann, Jena 1933, S. 154–175.
- Der Kampf der Schwarzburger um die Herrschaft im Saaletal. In: Willy Flach (Hrsg.): Festschrift Berthold Rein zum 75. Geburtstag. Forschungen zur schwarzburgischen Geschichte, Jena: Frommannsche Buchhandlung Walter Biedermann 1935, S. 1–44.

### Herausgeber
- Urkundenbuch der Stadt Jena und ihrer geistlichen Anstalten. Band 2: 1406–1525, mit Benutzung des Nachlasses von Johann Ernst August Martin (1822–1892), Gustav Fischer, Jena 1903.
- Saalfeldische Historien von Kaspar Sagittarius, im Auftrag der Stadt Saalfeld an der Saale, 1904.
- mit Friedrich Strenge Herausgabe und Einleitung von: Die Stadtrechte von Eisenach, Gotha und Waltershausen, im Namen des Vereins für Thüringische Geschichte und Altertumskunde, G. Fischer, Jena 1909.
- Urkundenbuch der Stadt Jena und ihrer geistlichen Anstalten. Band 3: Nachtrag ca. 890–1525, Totenbücher, Akten und Urkunden 1526–1580, Gustav Fischer, Jena 1936.

### Posthum
- Bearbeitet von Heinz Wiessner: Die Bistümer der Kirchenprovinz Magdeburg. Das Bistum Naumburg 1, 2 Bände, de Gruyter, 1997–1998 (Germania Sacra. Neue Folge 35, 1–2)